# Lannaskede församling
Lannaskede församling är en församling i Vetlanda pastorat i Njudung-Östra Värends kontrakt i Växjö stift. 

## Administrativ historik
Församlingen har medeltida ursprung.
Församlingen var till 1962 annexförsamling i pastoratet Myresjö och Lannaskede, för att från 1962 till 1992 vara moderförsamling i samma pastorat. Från 1992 var den moderförsamling i ett pastorat bestående av församlingarna Lannaskede, Myresjö, Fröderyd, Bäckaby och Ramkvilla. Den 1 januari 2010 utökades Lannaskede församling genom att den lades samman med de övriga församlingarna i pastoratet. Församlingen utgjorde därefter ett eget pastorat. Från 2018 ingår församlingen i Vetlanda pastorat.

## Klockare, kantor och organister
| Ämbetstid | Namn                   | Levnadstid | Övrigt                |
| --------- | ---------------------- | ---------- | --------------------- |
| 1769-1786 | Adam Månsson           | 1744-1788  | Klockare              |
| 1775-1786 | Daniel Aschling        | 1731-      | Organist              |
| 1786-1841 | Emanuel Aschling       | 1767-1841  | Organist och klockare |
| 1843-1850 | Peter Jonsson Molander | 1816-      | Organist och klockare |

## Kyrkor i Lannaskede församling
- Lannaskede-Myresjö kyrka
- Lannaskede gamla kyrka
- Myresjö gamla kyrka
- Ramkvilla kyrka
- Fröderyds kyrka
- Bäckaby kyrka